# Max Schegulla
Max Schegulla (* 10. Januar 1918 in Trachenberg (heute Żmigród) bei Breslau; † 14. April 2008 in Mulsum bei Bremerhaven) war ein deutscher Bildhauer sowie Maler und Grafiker.

## Leben und Werk
Max Schegulla wurde in Trachenberg geboren, sein Geburtsort befand sich im Landkreis Militsch in der preußischen Provinz Schlesien. Er legte 1937 das Abitur im schlesischen Trebnitz ab. Von 1942 bis 1943 studierte er an der Universität Breslau Kunstgeschichte und Architektur, dann diente er bis 1945 als Soldat in der Wehrmacht. Von 1947 bis 1948 studierte Schegulla Metallplastik an den Kölner Werkkunstschulen bei Joseph Jaekel, anschließend bis 1951 Skulptur bei Gerhard Marcks an der Landeskunstschule Hamburg.
Schegulla richtete 1958 in Dierkshausen (Hanstedt) in der Nordheide sein Atelier ein. 1958 heiratete er Eva Schaub. Sein Werk umfasst Plastiken aus Stahl, Aluminium und Bronze. Daneben schuf er Flügelaltäre und Glasfenster für Kirchen und stellte Farbdrucke her. 1991 erhielt er den Kulturpreis des Landkreises Harburg.
2008 verstarb Schegulla, seine Urne wurde in Stade beigesetzt. Der künstlerische Nachlass von Schegulla wird im Gerhard-Marcks-Haus in Bremen aufbewahrt.

## Werke im öffentlichen Raum (Auswahl)

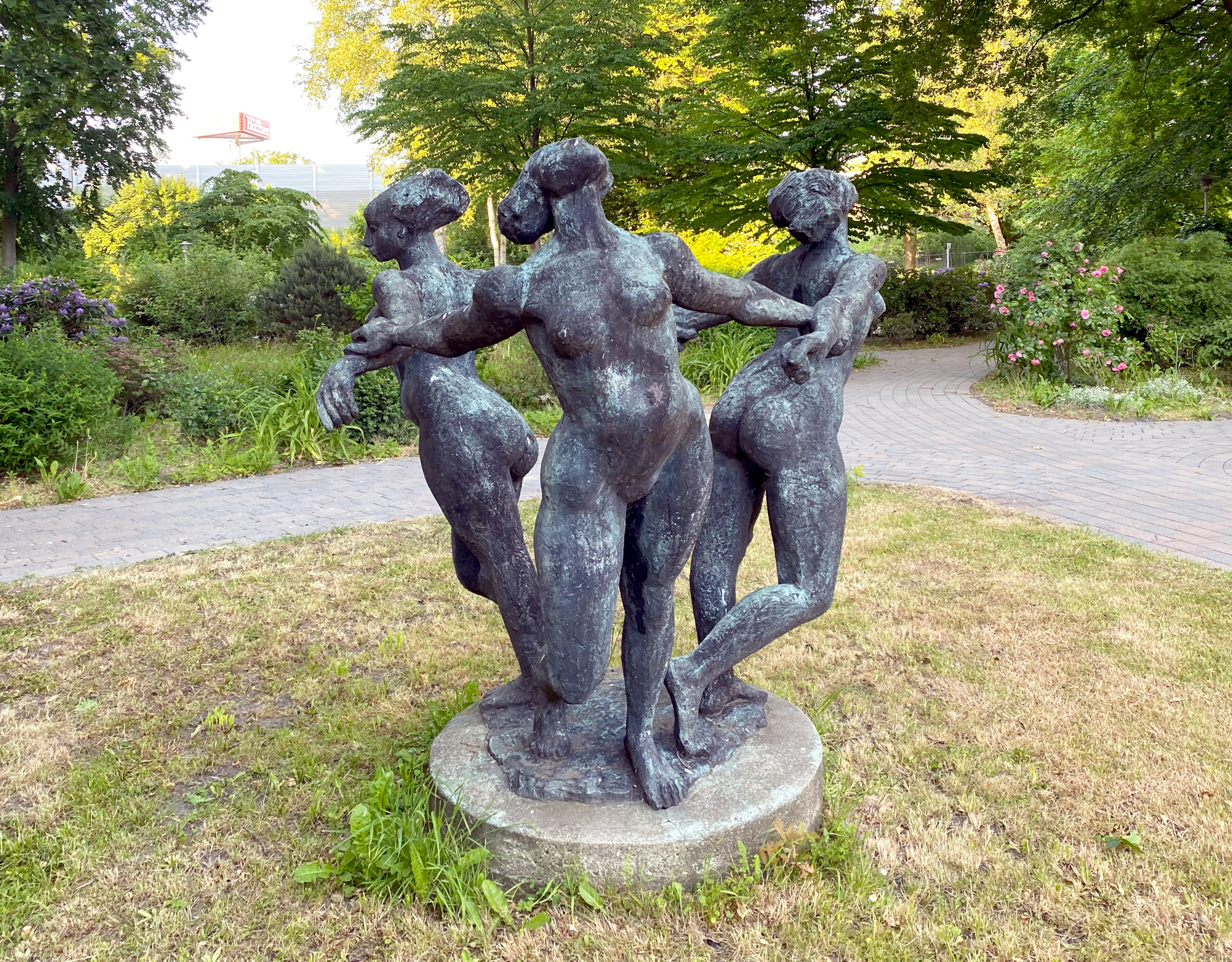
„Drei Tanzende“ in Hamburg-Eidelstedt (1968)

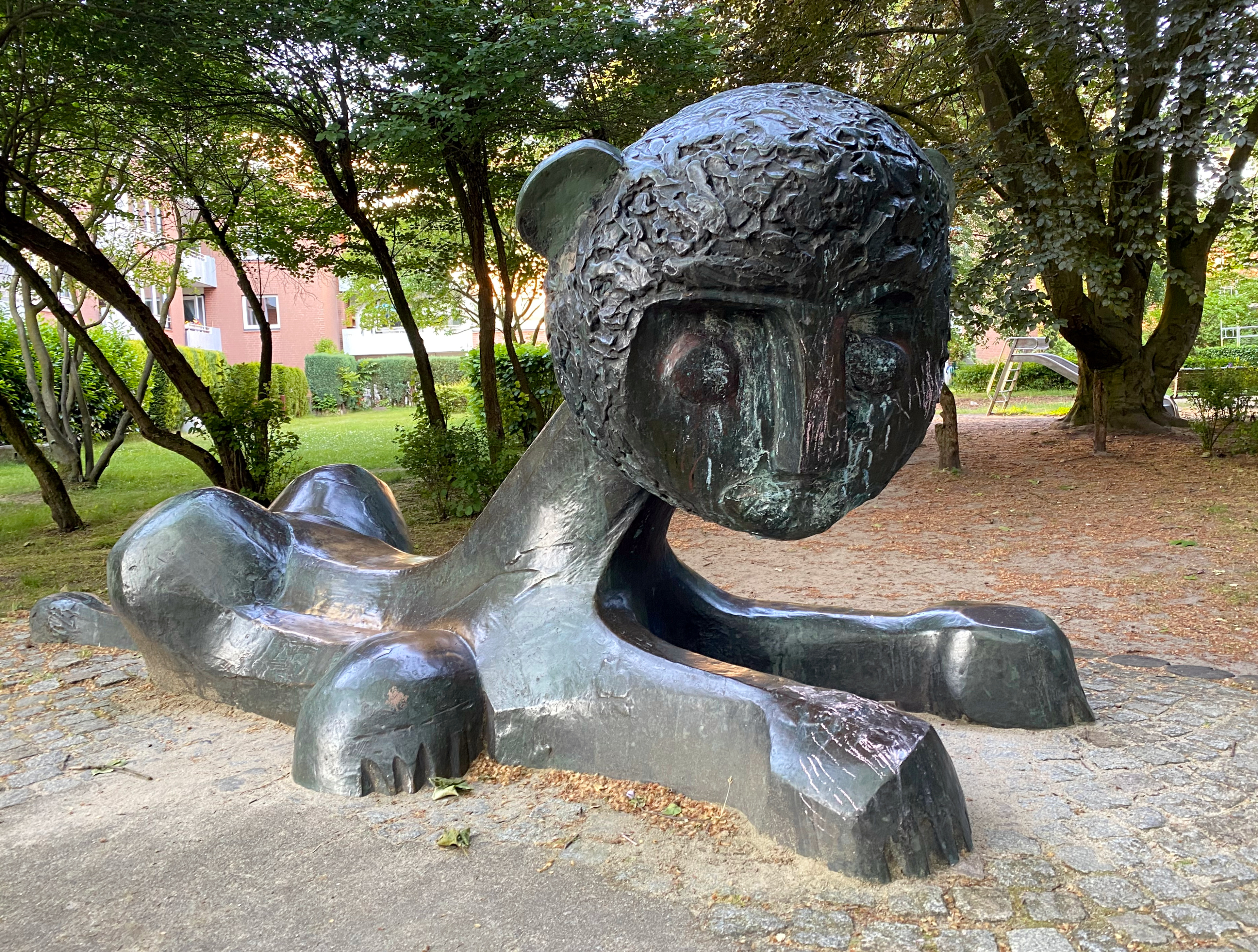
„Löwe“ in Hamburg-Eidelstedt (1975)

- 1968: Drei Tanzende, Bronzeplastik in der Seniorenwohnanlage Eidelstedt Nord, Hamburg-Eidelstedt[3]
- 1975: Wegzeichen (Raumschleife), Stele am Rebenacker 3–11, Hamburg-Eidelstedt[3]
- 1978: Pendelmobile, Stahlplastik am Cesar-Klein-Ring 2–8, Hamburg-Steilshoop[3]
- 1982: Windharfe, Bronzeplastik an der Gustav-Falke-Straße, Ecke Otto-Ernst-Weg in Kiel-Pries[4]
- 1983: Riese Bruns, Bronzeplastik auf dem Hanstedter Platz, Hanstedt[1]
- 1987: Widder von Hanstedt, Bronzeplastik auf dem Rathausvorplatz, Hanstedt[1]
- 1999: Ziege, Spielplastik aus Bronze auf dem Pausenhof der Grundschule Hanstedt, Hanstedt[1]